# Xã Grass Lake, Quận Kanabec, Minnesota
Xã Grass Lake (tiếng Anh: Grass Lake Township) là một xã thuộc quận Kanabec, tiểu bang Minnesota, Hoa Kỳ. Năm 2010, dân số của xã này là 1.038 người.